# Стакло
Стакло је аморфни (некристални) тврди материјал обично избрушен и провидан, направљен у највећем делу од силицијума и база спојених на високој температури. Стакло је хомогена аморфна, изотропна, провидна, чврста и крта материја у метастабилном стању настала хлађењем и загревањем. Садржи најчешће силицијумски песак, соду, оксиде алкалних метала и кречњак. То је биолошки неактивни материјал. Стакло је транспарентно провидно за видљиво светло (постоји и непровидно стакло). Обично стакло не пропушта светло малих таласних дужина јер садржи примесе.
Најпознатији и историјски најстарији типови стакла су базирани на хемијском једињењу силицијум диоксид, примарном састојку песка. Широко коришћени термин стакло се обично користи само за тај тип материјала. Стакло је познато по својој употреби за прозорска стакла и стаклене боце. Постоје многобројни типови стакла базираног на силицијум-диоксиду. Обично стакло за прозоре и флаше је специфични тип содно-кречног стакла. Оно се састоји од приближно 75% силицијум диоксида, натријум оксида из натријум карбоната, калцијум оксида, такође познатог као креч (CaO), и неколико мањих адитива. Веома прозирно и трајно кварцно стакло може да буде направљено од чистог силицијум диоксида. Други састојци се користе да би се побољшала температурна обрадивост продукта.
Многобројни облици примене силикатног стакла почивају на његовој оптичкој прозирности, која омогућава једну од примарних употреба силикатног стакла као прозорска окна. Стакло може да рефлектује и рефрактује светлост. Та својства се могу поспешити сечењем и полирањем, чиме се формирају оптичка сочива, призме, фини стаклени предмети, и оптичка влакна за пренос података великим брзинама помоћу светлости. Стакло може да буде обојено додавањем металних соли, а може и да буде обојено по површини. Та својства су довела до екстензивне употребе стакла у производњи уметничких предмета, а посебно витража. Мада је крто, силикатно стакло је изузетно издржљиво, и постоји мноштво примера стаклених фрагмената из раних култура у којима је прављено стакло. Пошто се стакло може излити у било који облик, као и зато што је стерилан производ, оно се традиционално користило за судове: чиније, вазе, флаше, тегле и чаше за пиће. У већини својих чврстих форми оно је такође коришћено као притискивач за хартију, кликере, и перле. Када се екструдира као стаклена влакна и утре као стаклена вуна на такав начих за заробљава ваздух, оно постаје термални изолациони материјал, а кад се та стаклена влакна уграде у органску полимерну пластику, она су кључна структурна појачавачка компонента композитног материјала фибергласа.
У науци, термин стакло се често дефинише у ширем смислу, тако да обухвата сваки чврсти материјал који поседује некристалну (и.е. аморфну) структуру на атомској скали и који испољава стаклену транзицију при загревању до течног стања. Стога су порцелани и многе полимерне термопластике, које често срећу у дневној употреби, исто тако физичка стакла. Те врсте стакла могу да буду направљене од веома различитих врста материјала: металних легура, јонских растопа, водених раствора, и полимера. У многим облицима примене (флаше, наочаре) полимерна стакла (акрилно стакло, поликарбонат, полиетилентерефталат) су лаганије алтернативе традиционалног силицијумског стакла.
Венеција је један од најпознатијих градова по прављењу предмета од стакла. Веома вешти и увежбани уметници који праве различите предмете од стакла објашњавају да овом професијом се треба веома дуго бавити да би се достигла савршена вештина и умеће. У Венецији се налази више од две стотине радњи и око три стотине радионица које продају и производе стакло, почев од огромних ваза до минијатурних фигура различитих боја.

## Историја
Стакло се налазило и у природи и ствара се у вулканским активностима. Други облик природног стакла настаје ударом грома у силицијумски песак. Природно створено стакло се, у каменом добу, користило за израду оштрог оружја.
Његова израда откривена је око 3.000. године п. н. е. у Египту. У почетку технологија није омогућавала производњу чистога стакла, па се у старом Египту употребљавало углавном за производњу украса, а у античкој Грчкој и старом Риму су се производиле посуде од стакла. Од XI века се од стакла производи и накит. Даље, током векова, стакло добија све већу примену у разним областима, па и у уметности. На њему се слика, од њега се праве скулптуре и обликују разни украсни и корисни предмети, а у архитектури се дошло до тога да се зидови читавих зграда праве од стакла.

### Стари век
У старом веку од 15. до 2. века пре нове ере прво у Египту и Месопотамији, касније у Римском царству за производњу стаклених предмета користиле су се технике наношења стакла око пјешчаног језгра (производиле су се мале посуде) и ливане су у калупе (производио се накит или украси на зградама). Предмети од стакла израђивали су се мукотрпно и били су доступни само најбогатијима. Техника пресовања је своју широку примену нашла у касноантичкој изради прозорских стакала, а врхунац технике је било мозаичко стакло за украшавање прозора.
Изум луле за дување стакла (дуга жељезна шипка чији би се један крај загревао до жарења и потом умакао у житку стаклену масу у стакларској пећи) два века пре нове ере омогућио је технолошки напредак, масовнију и јефтинију производњу. Стакло се дувало слободно (што је омогућавало стварање великог броја различитих и уникатних облика), и лило се у калуп (што је омогућавало стварање рељефних украса и жигова). У доба цара Августа градиле су се бројне радионице и стакло је постало доступно свим слојевима друштва. Користило се у домаћинству: шоље, тацне, тањури, чиније, боце, врчеве, чаше разних облика и величина. Упоредо с развојем технике израде стакла развиле су се и технике сликања емајлом, гравирања, брушења, аплициране декорације и рељефне апликације те декорације с улегнућима и гранулирањем.
Пропашћу Западног римског царства пропале су и стакларске радионице. У бившим римским колонијама Галији и Германији стакло се производило и даље, али му је квалитет био скроман.

### Средњи век
У средњем веку цењене су биле самостанске радионице широм Европе у којима се израђивало шарено стакло за црквене прозоре и стакло које имитира драго камење за украшавање златарских производа. Падом Цариграда 1204. византијски произвођачи стакла нашли су азил у Венецији, до тада скромном средишту европског стакларства. Увели су монопол у производњи луксузног стакла који се све до данас штити строгим законима.

### Нови век
Од 14. века почело се израђивати и обично прозорско стакло. Око 1600. средиште стакларске производње преселило се у Праг где се обновила и даље и развијала техника двоструког стакла. Појавили су се масивни барокни облици и потиснули све дотадашње. Производња потпуно прозирног стакла (без мехурића и влаканаца) омогућила је израду сочива и изуме микроскопа и телескопа. Производња и примјена стакла нагло је порасла поткрај 18. века када је пронађен јефтин поступак за добијање важне сировине (натријум карбоната).
Фридрих Сименс је 1867. на светској изложби у Паризу добио златну медаљу за своју стакларску пећ. Мајкл Џосеф Овенс је 1903. изумео прву аутоматску машину за дување стакла (производио је 9 боца у минути). Захваљујући Овенсовом изуму, почеле су се градити аутоматизоване стакларе.

## Састав, својства и добијање
Стакло је материјал који се обично не налази у природи. Иако познато и кориштено од давнина и данас је незамјењив материјал у свакодневном животу. Стакло се добија топљењем основних сировина: кварцног песка, соде и кречњака. Чисти силицијум диоксид има тачку топљења на 1723 °C, те би било јако неекономично топљење га на тој температури. Основним сировинама додаје се и стаклени лом (око 30%), јер има нижу тачку топљења од основних сировина, па повећава брзину топљења. Тиме се уштеди око 32% енергије.
Главне 3 сировине за добивање натријумског-калцијумског-силикатног стакла су:
- Сода (натријум карбонат),
- Кречњак (калцијум карбонат),
- Кварцни песак (силицијум диоксид).

Додавањем соде снижава се тачка топљења на око 1000˚ C, али тиме стакло постаје растворно у води (водено стакло), па се то спречава додавањем кречњака (који отпуштањем угљен-диоксида прелази у калцијум оксид - CaO).
Хемијски процес у производњи обичног или натријумског стакла се може приказати једначином:
Стакло је потхлађена течности аморфног састава која нема одређену тачку топљења, па загрејавањем полако омекшава, што омогућује његову обраду дувањем. Састоји се од неправилне мрежасте структуре деломично спојених  тетраедара.

## Производња
Стакло се производи загревањем и топљењем у стакларској пећи. Резултат је аморфна материја која се може формирати у различите облике. Стакло је веома крто и разбија се на оштре крхотине. Ове особине могу бити модификоване додавањем примеса - најчешће оксида метала приликом топљења.
Стакло је пре свега састављено од силицијумског песка – силицијум оксида који има температуру топљења од 2.000° и зато му се додају алкалне материје које снижавају температуру топљења. Како ово смањује отпорност на воду, додаје се и оксид калцијума који је повећава. Од основних сировина за израду стакла припрема се смеса у праху која се топи у стакларској пећи. Стаклу се могу додавати примесе које га боје, или га чине прозирним односно непрозирним.
Приликом производње стакла додају се сљедеће две материје, које олакшавају израду стакла:
- сода (натријум карбонат – )
- калцијум оксид:

Додавањем соде снижава се тачка топљења на око 1000˚ C, но исто тако њеним додавањем стакло постаје топиво у води. Због тога у већ растопљено стакло додаје се калцијум оксид који враћа стаклу његову нетопивост у води.

## Прерада стакла
Текући материјал се даље прерађује дувањем стакла, пресовањем стакла, ливењем стакла ручно или машинским путем и извлачењем стакла. Овако настали полутовари се могу даље прерађивати н. п. р. брушењем, глачањем и сл.
Стакло се може украшавати и украшавање стакла је поверено ликовњацима који имају савршену стручну припрему у преради стакла. Излазна тачка је уметнички цртеж који се преводи у дефинитивни технички предлог и основну техничку форму новог производа. У пећима где се материјал прерађује у ражерављеном стању уз топлоту, тако је познато нпр. кидано стакло. Ту декор настаје тако да се стакло у разжерављеном стању урони у воду и оно попуца и ствара ефекте а потом се поново загрева да би површина постала глатка. Мраморовано стакло настаје када се вруће стакло обавија малим комадићима стакла у боји који се у језгро затаве. Једна од могућности је обавијање језгра стакленим нитима у боји. Слојевито стакло је техника у пећима која рачуна са неколико слојева стакла у боји које се затим техником брушења у хладном стању даље прерађују. Брушење је техника прераде стакла у хладном стању и могу се брусити разне врста стакла као оловно, бојено и сл. Даља техника је сликање стакла које се може изводити у топлом и хладном стању и слика се бојама које нису ништа друго већ лако растопљиво стакло у које се додају метални оксиди. Ецовање је такође техника за декорацију стакла у хладном стању. Узорци се ецују у купки са флуороводоничном киселином која распушта стакло и интензитет и дубина узорка зависи од концентрације киселине и времена ецовања. Позната техника је и матирање стакла. Матне површине се могу стварати ецовањем са киселинама или пастама или пескарењем у којем се снажном струјом песка делује на стакло да би се створиле матиране површине а може се коначно и матирати стаклена површина брушењем помоћу разних маса. У прераду стакла спада и метализирање стакла где се текући метали наносе слично као код осликавања стакла.
Треба рећи и о значају примени стакла у монументалној уметности- у архитектури грађевина и простора. Бојени прозори су слике које се састављају из бојеног стакла које поред основне функције да пропуштају светло имају и разне естетске функције. Зидне слике из бојених стакала су основи за мозаике.

### Дување стакла
Један од начина прераде стакла је дување стакла. Ручна израда се спроводи тако да стаклар из пећи узима са цевчицом од око 15 mm и дужине 120- 150 cm на којој је дрвени рукохват и метални писак, мању количину стаклене масе коју поравна и издува и остави мало да се охлади и узима даљу количину стаклене масе коју изравна у специјалном алату и дува и формира окретањем и најзад се производ одели од цевчице и односи у пећ за хлађење. Касније се производ још једанпут загреје и дорађује. Код машинске производње дување стакла се изводи тако да раде механизми и полуаутомати или пуном аутоматизованом производњом да би се добиле одговарајуће форме. Оба ова принципа су присутна код производњи сијалица.

## Врсте и употреба
Стакло се употребљава у многим подручјима: грађевинарству, прехрамбеној и електронској индустрији, за израду инструмената и украсних предмета, итд. Иако се стакло производило од времена старих Сумера и Египћана, било је скупоцено до почетка 20. века, док Мајкл Овенс није изумео машину за аутоматску производњу, након чега се широко употребљава.
Осим основних сировина, у производњи стакла често се рабе и средства за бојање. То су најчешће метални оксиди или карбонати. На пример: кобалтно стакло је плаве боје јер садржи кобалт(II) оксид (CoO), зелена боја боце је од гвожђа(III) оксида (који је црвенкасте боје), а смеђа боја од баријум оксида (који је жуте боје).
- Обично стакло се користи за израду прозорских стакала, затим као стакло за огледала и разно стаклено посуђе.:[21][22][23] Састав му приближно одређује формула Na2O x CaO x 6 SiO2. Такво прозорско стакло се користи од 18. века.[24]
- Кристално стакло је најпознатије и добија се ако се калцијум оксид деломично замени олово(II) oksidom (PbO). Тешко оловно стакло има велики индекс лома светлости, па се користи за израду сочива, кристалних чаша, ваза и другог.
- Ватростално (натријум боросиликатно) стакло се користи у хемијским лабораторијама, јер је неосетљиво на промене температуре и хемијске реагенсе.
- Кварцно је стакло отпорно на брзе промене температуре, а израђено од чистог силицијум диоксида. Употребљава се за израду хемијског прибора који мора поднети нагле промене температуре (нпр. лончићи који су отпорни на брзе промене температуре), а како пропушта ултраљубичасто зрачење, употребљава се и у кварцним светиљкама. Направљено је од чистог .[25][26]'

## Стакло као медијум у уметности
Због своје транспарентности стакло је, као материјал за израду тродимензионалне уметности, јако популарно. Скулптуру израђену од стакла више не одређује само њена маса, већ и светлост која пролази кроз њу или боје које она може да прими из околине. Поред транспарентности, стакло поседује и особину лаког обликовања.
Може се прерађивати на више начина : дувањем, ливењем, извлачењем ( ручно или машинским путем ). Овако прерађена стакла се могу даље прерађивати брушењем, глачањем и сл.
Осим скулптура савремене уметности, од стакла се данас производе и разни предмети, мада се стаклени предмети (сатови, лустери, стаклене лампе, вазе, чиније, флашице за парфеме) више цене због своје лепоте него због своје употребне вредности. Од стакла се израђују и украси - минијатуре и накит, а многи познати уметници и дизајнери користили су стакло у својим делима (Вјенцеслав Рицхтер, Емил Гал, Рене Лаликју).

## Галерија обрада стакла
Уметничка радионица за обраду и продају предмета и украса од стакла у Ванкуверу, Гренвил острво - Ванкувер "Студио глас"-
- Пећи за жарење стакла
- Поступак жарења стакла
- Жарење стакла у пећи
- Обликовање предмета од стакла
- Уметнички предмети од стакла

## Састав неких најчешћих врста стакла
- Оптичко стакло: 69% , 12% CaO, 6% , 0,3%  и 12% .
- Алумосиликатно стакло: 55% , 15% CaO, 20%  и 10% MgO.
- Ватростално стакло (боросиликатно стакло): 76% , 3% CaO, 5% , 13% , 2%  и 12% .
- Прозорско стакло (натријумско стакло): 72% , 11% CaO, 13% , 0,3%  и 3,8% .

## Рециклирање
Енергија која се уштеди рециклирањем једне стаклене боце довољна је да сијалица од 100W светли 4 сата. Стакло произведено од рециклираног стакла смањује загађење ваздуха у процесу производње за 20%, а загађење воде за 50%. Искориштена стаклену амбалажу је погодна за рециклирање. Може се у потпуности рециклирати и користити као искључива сировина за производњу нових предмета од стакла.